# Eddie Alexander
Edward „Eddie“ Alexander (* 10. August 1964 in Huntly (Schottland)) ist ein ehemaliger britischer Radrennfahrer und nationaler Meister im Radsport.

## Sportliche Laufbahn
Alexander stammt aus dem schottischen Teil Großbritanniens. Er war Teilnehmer der Olympischen Sommerspiele 1988 in Seoul. Dort war er im Sprint am Start und wurde Vierter.
Bei den Commonwealth Games 1986 gewann er Bronze im Sprint. 1984 wurde er Meister im Sprint in Schottland. 1985 und 1987 siegte er in der nationalen Meisterschaft im 1000-Meter-Zeitfahren. Den britischen Titel im Sprint bei den Amateuren gewann er 1988 vor Paul McHugh. 1988 verteidigte er den Titel im Finale gegen Stewart Brydon. 1985 und 1989 wurde er Vize-Meister im Sprint. Den Titel im Tandemrennen holte er 1987 mit Stewart Brydon als Partner. 1988 gewannen beide erneut die Meisterschaft. 1986 und 1987 siegte er in der Champion of Champions Trophy in London.